# Herb gminy Pawonków
Herb gminy Pawonków – jeden z symboli gminy Pawonków, ustanowiony 15 marca 2013.

## Wygląd i symbolika
Herb przedstawia na tarczy w polu błękitnym tarczy późnogotyckiej, złotą koronę typu otwartego, pod którą znajdują się dwa groty ułożone ostrzami ku górze w kształcie litery V.